# Sas Zoltán
Sas Zoltán (Budapest, 1972 –) magyar politikus, 2022. július 15-től a Jobbik Magyarországért Mozgalom frakcióvezető-helyettese.

## Politikai szerepvállalás
2008-tól a Jobbik politikusa.
2010–2019 között Gyömrőn önkormányzati képviselő, a jogi ügyrendi és közbiztonsági bizottság elnöke. 2016-tól Gyömrő város közbiztonsági tanácsnoka.
Párhuzamosan 2010–2022 között az országgyűlésben a Nemzetbiztonsági, valamint a Honvédelmi és rendészeti bizottság szakértője.
2022. május 2-től országgyűlési képviselő, a Jobbik-frakció tagja, az Országgyűlés Nemzetbiztonsági bizottságának elnöke.